# Федунка
Феду́нка (Туха, Тухи, Тух, Фідулка— село в Україні, у Шишацькій селищній громаді Миргородського району Полтавської області. Населення становить 503 осіб. До 2020 орган місцевого самоврядування — Федунська сільська рада.

## Географія
Село Федунка знаходиться на краю великого лісового масиву (сосна). На відстані в 1,5 км від сіл Гончарі та Мірошники, за 2,5 км від села Соснівка. По селу протікає пересихаючий струмок з загатою. Поруч проходить залізниця, станція Федунка за 1 км.

## Історія
Село Федунка виникло на початку 16 століття на стокові двох невеликих річок Тухової  та Федунки. Вперше назва Тухи згадується в універсалі гетьмана І.Мазепи за 1669 рік та грамоті Петра І -1700 року. Входила до Яреськівської сотні Миргородського полку. У 1781 році  населяло с. Федунку 986  чол., було всього хат — 278. З 1787 року  населення збільшилося до 1097 чоловік . Проживали люди різного звання: казенні люди, козаки і власники. Відомі на той час — кадет Андрій Забіла та його брати Олександр і Павло, військові товариші — Тимошенко і Сукач.
За переписом 1859 року у с. Федунка Миргородського повіту 293 двори, в яких проживало — 2494 жителі. Тут збудований винокурний завод і відбувається чотири ярмарки на рік. У 1900 році у Федунці Яреськівської волості 194 двори та проживає 1464 жителів сільської громади (козацька, казенна, селян — власників). Тут знаходилася чотирикласна гімназія, Благовіщенська церква (дзвони якої було чути до сіл Бухуни, Хвальки, Білоцерківка) та лікарня, в якій був стаціонар і пологове відділення. У 1910 році на території 212 господарств, в яких проживає 1182 жителя.
Радянську владу в селі проголошено 1918 року. Навесні 1920 року створено Федунську сільську раду, першим головою якого обрано Білоконя Якова Тарасовича. За переписом 1926 року у Федунській сільській раді Шишацького району Полтавського округу 270 господарств з 1373 жителями.

Федунка на мапі 1857 року

У травні 1932 року о 14-й годині в селі Федунці Диканського району біля сільської ради зібрався натовп жінок. Вони вимагали в голови сільської ради видати селянам хліб. А потім рушили до залізничної станції Сагайдак, щоб самовільно розібрати зерно зі складів «Союзхліба». Один з учасників «волинки» перерізав телефонний дріт, щоб голова не викликав з району міліції. Людей вдалося переконати розійтися по домівках. Але наступного ранку селяни знову зібралися біля сільради. Цього разу натовп у 500 осіб таки рушив до станції. По дорозі приєдналися ще 1000 голодних селян із навколишніх сіл. Налякана таким великим натовпом, охорона складів утекла, і селяни почали розбирати хліб. Усього забрали майже 600 пудів зерна. Незабаром до Сагайдака прибули війська, які розсіяли натовп та заарештували організаторів виступу. Уранці 7 травня до станції прийшов ще один натовп селян. Але цього разу збройна охорона відкрила вогонь поверх голів людей, натовпу до складу не допустила.
Владу такі масові виступи налякали. Про це свідчить і результат слідства щодо подій в Устивиці, і в Федунці. У справі про напад на зернові склади станції Сагайдак за постановою Особливої наради при колегії ДПУ УРСР від 26 липня 1932 року лише троє селян були заслані на Північ терміном на три роки. Щодо інших десяти обвинувачених міра покарання була винесена умовно.
12 червня 2020 року, відповідно до розпорядження Кабінету Міністрів України № 721-р «Про визначення адміністративних центрів та затвердження територій територіальних громад Полтавської області», село увійшло до складу Шишацької селищної громади.
19 липня 2020 року, в результаті адміністративно - територіальної реформи та ліквідації Шишацького району, село увійшло до складу новоутвореного Миргородського району Полтавської області.

## Економіка
- Молочно-товарна ферма.
- «Федунка», ЗАТ.

## Об'єкти соціальної сфери
- Школа І ст.